# Козе (Паюзі)
Ко́зе (ест. Kose küla) — село в Естонії, у волості Паюзі повіту Йиґевамаа.

## Населення
Чисельність населення на 31 грудня 2011 року становила 23 особи.

## Географія
Козе лежить за 2 км на північ від села Айду. Поблизу Козе проходять автошляхи 37 (Йиґева — Пилтсамаа) та 162 (Айду — Калана — Пилтсамаа).